# Pioderma gangrenoso
El pioderma gangrenoso es una enfermedad poco frecuente de la piel, que fue descrita por primera vez en el año 1930 por Brunsting, Goeckerman y O'Leary, 

## Epidemiología
La frecuencia estimada es de un caso por cada 100.000 habitantes y año. El pioderma gangrenoso es más frecuente en mujeres en edades medias, entre 30 y 50 años.

## Etiología

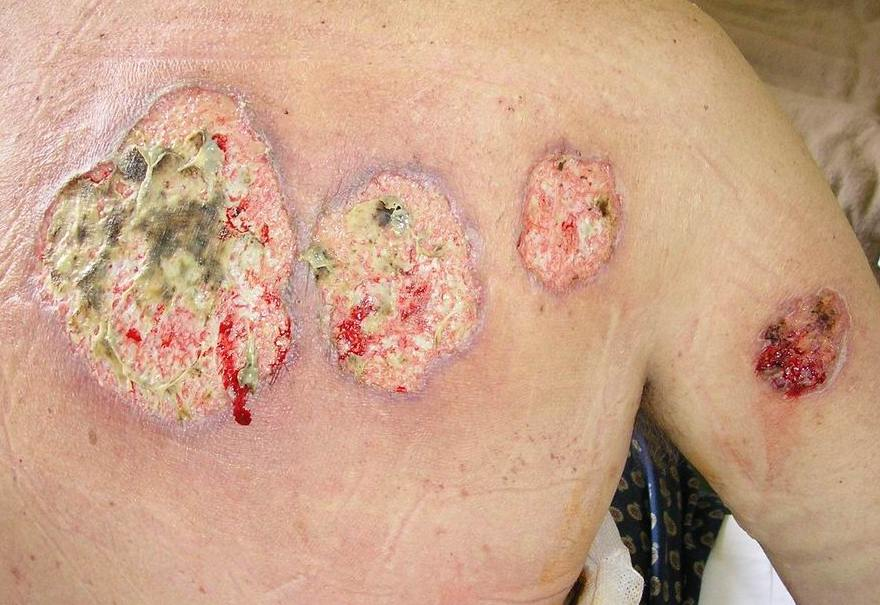
Pioderma gangrenoso

La causa no se conoce, aunque se cree que puede estar originado por un fenómeno de autoinmunidad, se ha comprobado que en muchas ocasiones se asocia a otras enfermedades, como artritis reumatoide, enfermedad de Crohn, colitis ulcerosa, mieloma múltiple y algunos tipos de leucemia.

## Cuadro Clínico
Se caracteriza por la aparición de una pústula o nódulo en la piel, que rápidamente se transforman en una úlcera de bordes violáceos, que alcanza un tamaño de entre 2 y 20 cm de diámetro. Puede ser tan profunda que deje al descubierto tendones, músculos y tejidos profundos. Aunque la úlcera (no cicatriza) puede surgir en cualquier parte del cuerpo, es más habitual en los miembros inferiores, sobre todo en la región situada delante de la tibia. 